# Brachyphoris stenomeces
Brachyphoris stenomeces är en svampart som först beskrevs av Drechsler, och fick sitt nu gällande namn av Juan Chen, L.L. Xu, B. Liu & Xing Z. Liu 2007. Brachyphoris stenomeces ingår i släktet Brachyphoris och familjen vaxskålar.   Inga underarter finns listade i Catalogue of Life.